# Comté de Forest (Wisconsin)
Le comté de Forest est un comté situé dans l'État du Wisconsin aux États-Unis. Son siège est Crandon. Selon le recensement de 2000, sa population était de 10 024 habitants.